# Lake Pleasant (Nowy Jork)
Lake Pleasant – miasto w Stanach Zjednoczonych, w stanie Nowy Jork, w hrabstwie Hamilton.